# District Novokoebanski
District Novokoebanski (Russisch: Новокуба́нский райо́н) is een district in het oosten van de Russische kraj Krasnodar. Het district heeft een oppervlakte van 1.823 vierkante kilometer en een inwonertal van 86.311 in 2010. Het administratieve centrum bevindt zich in Novokoebansk.
Bestuurlijk centrum: Krasnodar

Steden: Abinsk · Anapa · Apsjeronsk · Armavir · Beloretsjensk · Chadyzjensk · Gelendzjik · Goelkevitsji · Gorjatsji Kljoetsj · Jejsk · Koerganinsk · Korenovsk · Kropotkin · Krymsk · Labinsk · Novokoebansk · Novorossiejsk · Oest-Labinsk · Primorsko-Achtarsk · Slavjansk aan de Koeban · Sotsji · Temrjoek · Tichoretsk · Timasjovsk · Toeapse

Districten: Abinski · Anapski · Apsjeronski · Beloglinski · Beloretsjenski · Brjoekchovetski · Dinskoj · Goelkevitsjski · Jejski · Kalininski · Kanevskoj · Kavkazski · Koerganinski · Koesjtsjovski · Korenovski · Krasnoarmejski · Krylovski · Krymski · Labinski · Leningradski · Mostovski · Novokoebanski · Novopokrovski · Oespenski · Oest-Labinski · Otradnenski · Pavlovski · Primorsko-Achtarski · Severski · Sjtsjerbinovski · Slavjanski · Starominski · Tbilisski · Temrjoekski · Tichoretski · Timasjovski · Toeapsinski · Vyselkovski